# Ånholmen (vid Pellinge, Borgå)
Ånholmen är en ö i Bånholmsfjärden norr om Pellinge i Borgå i landskapet Nyland. Ön ligger omkring 19 kilometer söder om Borgå centrum.
Ånholmens area är 1,9 hektar och dess största längd är 220 meter i sydväst-nordöstlig riktning.

## Etymologi
Förledet i Ånholm kommer från fornsvenskans 'arn' för örn. I dialekt har a-ljudet förlängts och övergått till å. Öar med namnen Ånholm eller Ånholmen förekommer i Finland i Brändö och Kumlinge på Åland, i Åbolands skärgård och i Borgå.